# Marcel Henri Bregstein
Marcel Henri Bregstein (Amsterdam, 9 juli 1900 − Palermo (Italië), 13 april 1957) was een Nederlands jurist en hoogleraar aan de Universiteit van Amsterdam.

## Biografie
Bregstein werd geboren te Amsterdam uit het huwelijk van een Russische vader, Scheptel Josel Bregstein (†1940), en de Française Ita Beila Bernhardt. Na het gymnasium studeerde hij rechten aan de Universiteit van Amsterdam waarvoor hij in 1922 zijn doctoraalexamen haalde. Hij promoveerde er in 1927 cum laude op Ongegronde vermogensvermeerdering, met als promotor prof. mr. Paul Scholten waarrna hij zich als advocaat te Amsterdam vestigde. In 1935 werd hij aangesteld tot hoogleraar aan de latere Erasmus Universiteit Rotterdam, een ambt dat hij tot 1939 bekleedde. Per 31 mei 1939 werd hij aan zijn alma mater aangesteld als gewoon hoogleraar handelsrecht, faillissementsrecht en internationaal privaatrecht; hij inaugureerde op 23 oktober 1939 met de rede Het gezag van de rechtspraak tegenover het geldende recht. Vanwege zijn Joodse afkomst werd hij per 1 maart 1941 uit zijn ambt ontheven. Na de Tweede Wereldoorlog werd hij per 7 mei 1945 in zijn betrekking hersteld. In 1946 werd zijn leeropdracht veranderd tot burgerlijk recht, recht op de industriële eigendom en burgerlijk procesrecht waarin hij zijn leermeester Scholten opvolgde. In het leerjaar 1951-1952 was hij rector-magnificus. Hij werkte mee aan tal van artikelen en handboeken op zijn vakgebied; in 1960 en in 1977 verschenen zijn verzamelde werken. Door een val uit zijn hotelkamer kwam prof. mr. dr. M.H. Bregstein in 1957 vroegtijdig te overlijden; aan zijn grote verdiensten werden verscheidene in memoriams gewijd. Hij werd in zijn ambt in Amsterdam opgevolgd door prof. mr. Jannes Eggens.
Bregstein bekleedde verscheidene commissariaten en was onder andere vanaf de oprichting commissaris van de Amsterdamsche Effecten en Commissiebank waar zijn vader president-commissaris was geweest.
Na zijn overlijden werd aan zijn universiteit de Marcel Henri Bregstein Stichting opgericht die tot doel heeft de bevordering van de privaatrechtswetenschap aan de Universiteit van Amsterdam; de stichting beheert tevens de bibliotheek van Bregstein die door de erven-Bregstein aan de universiteit werd geschonken. De stichting financiert tevens een bijzondere wisselleerstoel aan de universiteit, gericht op het privaatrecht.
Bregstein trouwde in 1929 met Marie (Rie) Bakker (1900-1960) met wie hij twee zonen kreeg. Een van hen is de schrijver en filmmaker Philo Bregstein. Bregstein was Ridder in de Orde van de Nederlandse Leeuw.
Van 18 tot 20 oktober 2000 werd ter gelegenheid van zijn 100e verjaardag een conferentie gehouden waarvan de opstellen werden gebundeld in Unjust enrichment and the law of contract.